# Ovakent, Ödemiş
Ovakent là một thị trấn thuộc huyện Ödemiş, tỉnh İzmir, Thổ Nhĩ Kỳ. Dân số thời điểm năm 2010 là 2.929 người.